# Jan Kubelík
Jan Kubelík (n. 5 iulie 1880, Michle⁠(d), Regatul Boemiei, Austro-Ungaria – d. 5 decembrie 1940, Podolí⁠(d), Protectoratul Boemiei și Moraviei, Cehia) a fost un compozitor și violonist ceh. A început să studieze la vârsta de 5 ani cu Karel Weber și Karl Ondříče. La vârsta de 8 ani, Kubelík a început să studieze la Conservatorul din Praga cu Otakar Ševčík.
După 1898, a făcut turnee ca solist, devenind rapid un muzician remarcat pentru marea sa virtuozitate, intonația impecabilă și tonul său foarte plin și nobil. Kubelík a cântat cu o vioară Guarnerius și, de asemenea, cu două Stradivarius.
După debutul său de succes la Viena și Londra (unde a apărut pentru prima dată într-un concert de Hans Richter în 1900), Kubelík a făcut un turneu în Statele Unite pentru prima dată în 1901. Kubelík și-a făcut prima apariție cu Orchestra Filarmonicii din Londra în sezonul 1901-1902, iar în 1902 i s-a acordat Medalia de Aur a acelei societăți, în succesiunea lui Eugène Ysaÿe.
În 1903, Kubelík s-a căsătorit cu Marianne Csáky-Széll, nepoata primului ministru al Ungariei Kolomán Széll. Au avut opt copii, printre care s-a remarcat cel mai mare, viitorul dirijor Rafael Kubelík. Au avut opt copii, printre care s-a remarcat cel mai mare, viitorul dirijor Rafael Kubelík.
A murit la Praga la 5 decembrie 1940.